# اندی (چاد)
اندی (به انگلیسی: Ennedi) یکی از منطقه‌های کشور چاد بود. این منطقه در سال ۲۰۰۹ میلادی ۱۷۳٬۶۰۶ نفر جمعیت داشت.